# Minbar

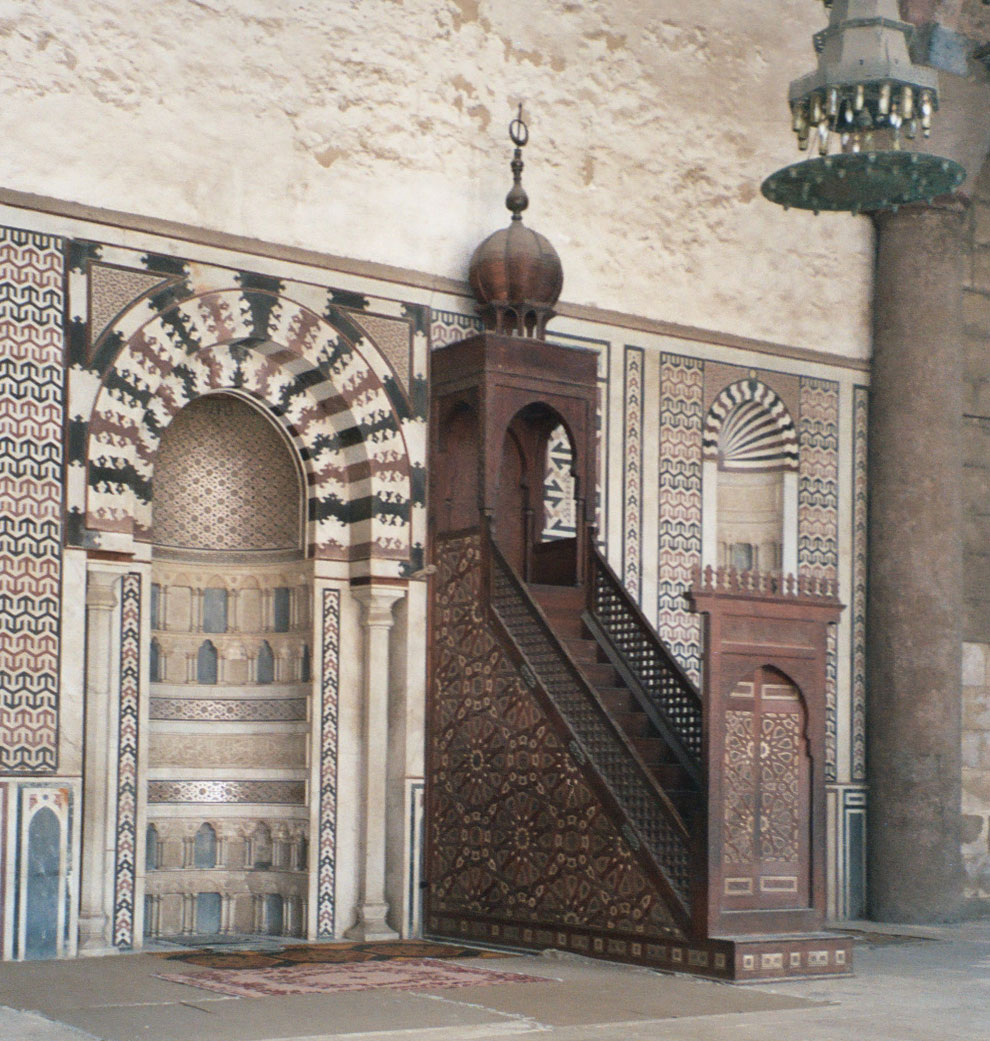
Miḥrāb e minbar della moschea del sultano mamelucco al-Nasir Muhammad al Cairo.

Il minbar (in arabo  منبر‎?) è l'elemento della moschea che in arabo indica un pulpito che, con un numero variabile di gradini (originariamente tre), conduce a una piattaforma, spesso sormontata da un baldacchino.
Dall'alto del minbar una persona, chiamata khaṭīb, rivolge all'assemblea degli oranti della ṣalāt del mezzogiorno del venerdì una allocuzione (khuṭba) che può avere valore religioso, commentare un passaggio del Corano o anche avere un significato puramente politico o fornire un'indicazione di valore etico.